# Bürgermeisterwahlen in Sachsen 2007
Bürgermeisterwahlen fanden 2007 in Sachsen in 20 sächsischen Städten und Gemeinden statt. Dabei wurden sechs Bürgermeister im Amt bestätigt und zwei abgewählt. Die Spalte „vorherige Wahl“ ist unvollständig, weil Bürgermeisterwahlen vor 2001 seitens des Statistischen Landesamtes des Freistaates Sachsen nicht vollständig aufgeführt werden.

## Wahlstatistik
| Vorschlag | Anzahl |                    | Bürgermeister | Anzahl |
| CDU       | 5      | - wiedergewählt    | 6             |        |
| FDP       | 1      | - abgewählt        | 2             |        |
| SPD       | 1      | - nicht kandidiert | 12            |        |
| WV, EB    | 13     |                    |               |        |
| gesamt    | 20     |                    |               |        |

WV = Wählervereinigungen
EB = Einzelbewerber
EV = Einzelvorschläge

## Wahlergebnisse

### Landkreis Annaberg
Im Landkreis Annaberg fand in einer Kommune eine Wahl statt. Diese ist im Folgenden aufgelistet. Eine Neuwahl war nötig. Das entscheidende Wahlergebnis ist markiert.
Gewählte Bewerber:
- FDP: 1
- Amtsinhaber wiedergewählt: 0
- Amtsinhaber abgewählt: 1
- Amtsinhaber nicht angetreten: 0

Namen von Amtsinhabern sind fett dargestellt.
| Wahl        | Wahl           | Wahl                  | Wahl      | Wahl            | Neuwahl      | Neuwahl         | vorherige | nächste |
| Wahltermin  | Gemeinde       | Bewerber              | Vorschlag | Ergebnis (in %) | Wahltermin   | Ergebnis (in %) | vorherige | nächste |
| ----------- | -------------- | --------------------- | --------- | --------------- | ------------ | --------------- | --------- | ------- |
| 4. November | Oberwiesenthal | Heinz-Michael Kirsten | CDU       | 25,6            | 18. November | 32,9            | ← 2002    | 2014 →  |
| 4. November | Oberwiesenthal | Mirko Ernst           | FDP       | 46,4            | 18. November | 57,1            | ← 2002    | 2014 →  |
| 4. November | Oberwiesenthal | Klaus-Peter Weingardt | AfWO      | 13,0            | 18. November | n. k.           | ← 2002    | 2014 →  |
| 4. November | Oberwiesenthal | Sven Beyer            | BfW       | 14,9            | 18. November | 10,0            | ← 2002    | 2014 →  |

### Landkreis Aue-Schwarzenberg
Im Landkreis Aue-Schwarzenberg fand in einer Kommune eine Wahl statt. Diese ist im Folgenden aufgelistet. Eine Neuwahl fand nicht statt. Das entscheidende Wahlergebnis ist markiert.
Gewählte Bewerber:
- CDU: 1
- Amtsinhaber wiedergewählt: 1
- Amtsinhaber abgewählt: 0
- Amtsinhaber nicht angetreten: 0

Namen von Amtsinhabern sind fett dargestellt.
| Wahltermin   | Gemeinde    | Bewerber         | Vorschlag        | Ergebnis (in %) | vorherige | nächste |
| ------------ | ----------- | ---------------- | ---------------- | --------------- | --------- | ------- |
| 2. September | Stützengrün | Birgit Reichel   | CDU              | 99,3            | vor 2001  | 2014 →  |
| 2. September | Stützengrün | Einzelvorschläge | Einzelvorschläge | 0,7             | vor 2001  | 2014 →  |

### Landkreis Bautzen
Im Landkreis Bautzen fanden in zwei Kommunen Wahlen statt. Diese ist im Folgenden aufgelistet. Eine Neuwahl fand nicht statt. Das entscheidende Wahlergebnis ist markiert.
Gewählte Bewerber:
- Einzelbewerber/Bürgerinitiativen: 2
- Amtsinhaber wiedergewählt: 0
- Amtsinhaber abgewählt: 0
- Amtsinhaber nicht angetreten: 2

Namen von Amtsinhabern sind fett dargestellt.
| Wahltermin    | Gemeinde                    | Bewerber         | Vorschlag        | Ergebnis (in %) | vorherige | nächste |
| ------------- | --------------------------- | ---------------- | ---------------- | --------------- | --------- | ------- |
| 3. Juni       | Obergurig Gornja Hórka      | Thomas Polpitz   | UB               | 96,0            | ← 2001    | 2014 →  |
| 3. Juni       | Obergurig Gornja Hórka      | Einzelvorschläge | Einzelvorschläge | 4,0             | ← 2001    | 2014 →  |
| 30. September | Großpostwitz/O.L. Budestecy | Frank Lehmann    | Lehmann          | 99,2            | vor 2001  | 2014 →  |
| 30. September | Großpostwitz/O.L. Budestecy | Einzelvorschläge | Einzelvorschläge | 0,8             | vor 2001  | 2014 →  |

### Landkreis Delitzsch
Im Landkreis Delitzsch fanden in zwei Kommunen Wahlen statt. Diese ist im Folgenden aufgelistet. In einer Kommune fand eine Neuwahl statt. Das entscheidende Wahlergebnis ist markiert.
Gewählte Bewerber:
- Einzelbewerber/Bürgerinitiativen: 2
- Amtsinhaber wiedergewählt: 0
- Amtsinhaber abgewählt: 0
- Amtsinhaber nicht angetreten: 2

Namen von Amtsinhabern sind fett dargestellt.
| Wahl          | Wahl      | Wahl              | Wahl      | Wahl            | Neuwahl    | Neuwahl         | vorherige | nächste |
| Wahltermin    | Gemeinde  | Bewerber          | Vorschlag | Ergebnis (in %) | Wahltermin | Ergebnis (in %) | vorherige | nächste |
| ------------- | --------- | ----------------- | --------- | --------------- | ---------- | --------------- | --------- | ------- |
| 4. Februar    | Bad Düben | Rita Bürgit Henke | CDU       | 33,3            | 4. März    | 38,2            | ← 2001    | 2014 →  |
| 4. Februar    | Bad Düben | Astrid Münster    | FWG       | 47,2            | 4. März    | 61,4            | ← 2001    | 2014 →  |
| 4. Februar    | Bad Düben | Gunter Schönwitz  | SPD       | 18,1            | 4. März    | n. k.           | ← 2001    | 2014 →  |
| 4. Februar    | Bad Düben | Mike Eckenigk     | FDP       | 1,5             | 4. März    | n. k.           | ← 2001    | 2014 →  |
| 4. Februar    | Bad Düben | Dieter Kramm      | DSU       | n. k.           | 4. März    | 0,4             | ← 2001    | 2014 →  |
| 30. September | Laußig    | Lothar Schneider  | Schneider | 71,9            |            |                 | ← 2003    | 2014 →  |
| 30. September | Laußig    | Dietmar Stephan   | Stephan   | 28,1            |            |                 | ← 2003    | 2014 →  |

### Landkreis Freiberg
Im Landkreis Freiberg fanden in zwei Kommunen Wahlen statt. Diese ist im Folgenden aufgelistet. Eine Neuwahl fand nicht statt. Das entscheidende Wahlergebnis ist markiert.
Gewählte Bewerber:
- Einzelbewerber/Bürgerinitiativen: 2
- Amtsinhaber wiedergewählt: 1
- Amtsinhaber abgewählt: 1
- Amtsinhaber nicht angetreten: 0

Namen von Amtsinhabern sind fett dargestellt.
| Wahltermin | Gemeinde        | Bewerber           | Vorschlag        | Ergebnis (in %) | vorherige | nächste |
| ---------- | --------------- | ------------------ | ---------------- | --------------- | --------- | ------- |
| 4. Februar | Brand-Erbisdorf | Volker Zweig       | Zweig            | 10,9            | vor 2001  | 2014 →  |
| 4. Februar | Brand-Erbisdorf | Uwe-Karsten Rauh   | CDU              | 11,9            | vor 2001  | 2014 →  |
| 4. Februar | Brand-Erbisdorf | Mathias Schreiter  | Die Linke.PDS    | 4,9             | vor 2001  | 2014 →  |
| 4. Februar | Brand-Erbisdorf | Rudolf Knechtel    | AUW              | 11,7            | vor 2001  | 2014 →  |
| 4. Februar | Brand-Erbisdorf | Dr. Martin Antonow | Dr. Antonow      | 51,0            | vor 2001  | 2014 →  |
| 4. Februar | Brand-Erbisdorf | Horst Viehrig      | Viehrig          | 9,6             | vor 2001  | 2014 →  |
| 25. März   | Mulda/Sa.       | Reiner Stiehl      | Stiehl           | 97,9            | vor 2001  | 2014 →  |
| 25. März   | Mulda/Sa.       | Einzelvorschläge   | Einzelvorschläge | 2,1             | vor 2001  | 2014 →  |

### Landkreis Löbau-Zittau
Im Landkreis Löbau-Zittau fand in einer Kommune eine Wahl statt. Diese ist im Folgenden aufgelistet. Eine Neuwahl fand nicht statt. Das entscheidende Wahlergebnis ist markiert.
Gewählte Bewerber:
- Einzelbewerber/Bürgerinitiativen: 1
- Amtsinhaber wiedergewählt: 1
- Amtsinhaber abgewählt: 0
- Amtsinhaber nicht angetreten: 0

Namen von Amtsinhabern sind fett dargestellt.
| Wahltermin | Gemeinde     | Bewerber         | Vorschlag        | Ergebnis (in %) | vorherige | nächste                               |
| ---------- | ------------ | ---------------- | ---------------- | --------------- | --------- | ------------------------------------- |
| 18. März   | Friedersdorf | Günter Hamisch   | Hamisch          | 91,9            | vor 2001  | Auflösung 2008 (Neusalza-Spremberg) → |
| 18. März   | Friedersdorf | Einzelvorschläge | Einzelvorschläge | 8,1             | vor 2001  | Auflösung 2008 (Neusalza-Spremberg) → |

### Niederschlesischer Oberlausitzkreis
Im Niederschlesischen Oberlausitzkreis fand in einer Kommune eine Wahl statt. Diese ist im Folgenden aufgelistet. Eine Neuwahl war nötig. Das entscheidende Wahlergebnis ist markiert.
Gewählte Bewerber:
- Einzelbewerber/Bürgerinitiativen: 1
- Amtsinhaber wiedergewählt: 0
- Amtsinhaber abgewählt: 0
- Amtsinhaber nicht angetreten: 1

Namen von Amtsinhabern sind fett dargestellt.
| Wahl       | Wahl        | Wahl             | Wahl      | Wahl            | Neuwahl    | Neuwahl         | vorherige | nächste |
| Wahltermin | Gemeinde    | Bewerber         | Vorschlag | Ergebnis (in %) | Wahltermin | Ergebnis (in %) | vorherige | nächste |
| ---------- | ----------- | ---------------- | --------- | --------------- | ---------- | --------------- | --------- | ------- |
| 8. Juli    | Mücka Mikow | Peter Brückmann  | FDP       | 16,8            | 22. Juli   | 6,4             | ← 2001    | 2014 →  |
| 8. Juli    | Mücka Mikow | Günter Holtschke | Holtschke | 38,4            | 22. Juli   | 33,6            | ← 2001    | 2014 →  |
| 8. Juli    | Mücka Mikow | Markus Kiese     | Kiese     | 36,8            | 22. Juli   | 57,1            | ← 2001    | 2014 →  |
| 8. Juli    | Mücka Mikow | Oliver Schneider | Schneider | 8,0             | 22. Juli   | 2,8             | ← 2001    | 2014 →  |

### Landkreis Riesa-Großenhain
Im Landkreis Riesa-Großenhain fanden in drei Kommunen Wahlen statt. Diese ist im Folgenden aufgelistet. Eine Neuwahl war in einer Kommune nötig. Das entscheidende Wahlergebnis ist markiert.
Gewählte Bewerber:
- CDU: 2
- Einzelbewerber/Bürgerinitiativen: 1
- Amtsinhaber wiedergewählt: 1
- Amtsinhaber abgewählt: 0
- Amtsinhaber nicht angetreten: 2

Namen von Amtsinhabern sind fett dargestellt.
| Wahl          | Wahl          | Wahl                 | Wahl             | Wahl            | Neuwahl       | Neuwahl         | vorherige | nächste |
| Wahltermin    | Gemeinde      | Bewerber             | Vorschlag        | Ergebnis (in %) | Wahltermin    | Ergebnis (in %) | vorherige | nächste |
| ------------- | ------------- | -------------------- | ---------------- | --------------- | ------------- | --------------- | --------- | ------- |
| 18. März      | Tauscha       | Siegfried Arndt      | Arndt            | 11,8            |               |                 | ← 2001    | 2014 →  |
| 18. März      | Tauscha       | Christian Creutz     | Creutz           | 54,1            |               |                 | ← 2001    | 2014 →  |
| 18. März      | Tauscha       | Hans-Ullrich Scheibe | Scheibe          | 26,0            |               |                 | ← 2001    | 2014 →  |
| 18. März      | Tauscha       | Dirk Mocker          | SPD              | 8,1             |               |                 | ← 2001    | 2014 →  |
| 17. Juni      | Lampertswalde | Wolfgang Hoffmann    | CDU              | 98,1            |               |                 | vor 2001  | 2014 →  |
| 17. Juni      | Lampertswalde | Einzelvorschläge     | Einzelvorschläge | 1,9             |               |                 | vor 2001  | 2014 →  |
| 16. September | Nünchritz     | Gerd Barthold        | CDU              | 34,3            | 30. September | 47,8            | ← 2001    | 2014 →  |
| 16. September | Nünchritz     | Anett Wendler        | SPD              | 36,8            | 30. September | 42,4            | ← 2001    | 2014 →  |
| 16. September | Nünchritz     | Frank Münzinger      | Münzinger        | 11,9            | 30. September | n. k.           | ← 2001    | 2014 →  |
| 16. September | Nünchritz     | Mikro Roch           | SäVP             | 1,8             | 30. September | 0,5             | ← 2001    | 2014 →  |
| 16. September | Nünchritz     | Annerose Schneider   | Schneider        | 15,1            | 30. September | 9,3             | ← 2001    | 2014 →  |

### Landkreis Sächsische Schweiz
Im Landkreis Sächsische Schweiz fanden in zwei Kommunen Wahlen statt. Diese ist im Folgenden aufgelistet. Eine Neuwahl fand nicht statt. Das entscheidende Wahlergebnis ist markiert.
Gewählte Bewerber:
- Einzelbewerber/Bürgerinitiativen: 2
- Amtsinhaber wiedergewählt: 1
- Amtsinhaber abgewählt: 0
- Amtsinhaber nicht angetreten: 1

Namen von Amtsinhabern sind fett dargestellt.
| Wahltermin | Gemeinde | Bewerber         | Vorschlag                 | Ergebnis (in %) | vorherige | nächste |
| ---------- | -------- | ---------------- | ------------------------- | --------------- | --------- | ------- |
| 11. März   | Bahretal | Brigitte Kolba   | Wählerinitiative Bahretal | 96,9            | vor 2001  | 2014 →  |
| 11. März   | Bahretal | Einzelvorschläge | Einzelvorschläge          | 3,1             | vor 2001  | 2014 →  |
| 1. März    | Dohma    | Werner Meyer     | Dohmaer Wasser            | 93,4            | vor 2001  | 2014 →  |
| 1. März    | Dohma    | Einzelvorschläge | Einzelvorschläge          | 6,6             | vor 2001  | 2014 →  |

### Landkreis Torgau-Oschatz
Im Landkreis Torgau-Oschatz fand in einer Kommune eine Wahl statt. Diese ist im Folgenden aufgelistet. Eine Neuwahl fand nicht statt. Das entscheidende Wahlergebnis ist markiert.
Gewählte Bewerber:
- Einzelbewerber/Bürgerinitiativen: 1
- Amtsinhaber wiedergewählt: 0
- Amtsinhaber abgewählt: 0
- Amtsinhaber nicht angetreten: 1[Anm. 1]

Namen von Amtsinhabern sind fett dargestellt.
| Wahltermin | Gemeinde  | Bewerber                     | Vorschlag                    | Ergebnis (in %) | vorherige | nächste |
| ---------- | --------- | ---------------------------- | ---------------------------- | --------------- | --------- | ------- |
| 29. April  | Dreiheide | Wolfgang Sarembe             | FWG Großwig                  | 60,1            | ← 2001    | 2014 →  |
| 29. April  | Dreiheide | Einzelvorschlag Peter Klepel | Einzelvorschlag Peter Klepel | 36,3            | ← 2001    | 2014 →  |
| 29. April  | Dreiheide | weitere Einzelvorschläge     | weitere Einzelvorschläge     | 3,6             | ← 2001    | 2014 →  |

### Plauen
In der kreisfreien Stadt Plauen wurde Oberbürgermeister Ralf Oberdorfer (parteilos) am 24. Juni wiedergewählt. Das ausschlaggebende Ergebnis ist markiert. 
←vor 2001 2014→
| Bewerber                  | Vorschlag  | Ergebnis (in %) |
| ------------------------- | ---------- | --------------- |
| Ralf Mike Oberdorfer      | Oberdorfer | 87,1            |
| Helko Grimm               | CDU        | 7,7             |
| Roberto Rink              | DSU        | 1,6             |
| Christian Alfred Pöllmann | Pöllmann   | 3,6             |

### Vogtlandkreis
Im Vogtlandkreis fand in einer Kommune eine Wahl statt. Diese ist im Folgenden aufgelistet. Eine Neuwahl fand nicht statt. Das entscheidende Wahlergebnis ist markiert.
Gewählte Bewerber:
- SPD: 1
- Amtsinhaber wiedergewählt: 0
- Amtsinhaber abgewählt: 0
- Amtsinhaber nicht angetreten: 1

Namen von Amtsinhabern sind fett dargestellt.
| Wahltermin | Gemeinde | Bewerber          | Vorschlag | Ergebnis (in %) | vorherige | nächste |
| ---------- | -------- | ----------------- | --------- | --------------- | --------- | ------- |
| 6. Mai     | Eichigt  | Stephan Meinel    | CDU       | 36,8            | ← 2001    | 2014 →  |
| 6. Mai     | Eichigt  | Christoph Stölzel | SPD       | 63,2            | ← 2001    | 2014 →  |

### Weißeritzkreis
Im Weißeritzkreis fand in einer Kommune eine Wahl statt. Diese ist im Folgenden aufgelistet. Eine Neuwahl fand nicht statt. Das entscheidende Wahlergebnis ist markiert.
Gewählte Bewerber:
- CDU: 1
- Amtsinhaber wiedergewählt: 0
- Amtsinhaber abgewählt: 0
- Amtsinhaber nicht angetreten: 1

Namen von Amtsinhabern sind fett dargestellt.
| Wahltermin   | Gemeinde | Bewerber      | Vorschlag | Ergebnis (in %) | vorherige | nächste |
| ------------ | -------- | ------------- | --------- | --------------- | --------- | ------- |
| 9. September | Dorfhain | Olaf Schwalbe | CDU       | 86,2            | ← 2003    | 2014 →  |
| 9. September | Dorfhain | Michael Funk  | Grüne     | 13,8            | ← 2003    | 2014 →  |

### Landkreis Zwickauer Land
Im Landkreis Zwickauer Land fand in einer Kommune eine Wahl statt. Diese ist im Folgenden aufgelistet. Eine Neuwahl fand nicht statt. Das entscheidende Wahlergebnis ist markiert.
Gewählte Bewerber:
- CDU: 1
- Amtsinhaber wiedergewählt: 0
- Amtsinhaber abgewählt: 0
- Amtsinhaber nicht angetreten: 1

Namen von Amtsinhabern sind fett dargestellt.
| Wahltermin | Gemeinde   | Bewerber      | Vorschlag | Ergebnis (in %) | vorherige | nächste |
| ---------- | ---------- | ------------- | --------- | --------------- | --------- | ------- |
| 25. März   | Wildenfels | Tino Kögler   | CDU       | 63,5            | vor 2001  | 2014 →  |
| 25. März   | Wildenfels | Georg Tobiers | Grüne     | 26,5            | vor 2001  | 2014 →  |

## Anmerkung
1. 1 2  Peter Klepel ist nicht als Kandidat angetreten. Er ist in der Tabelle aufgeführt, weil er als Einzelvorschlag mehr als 10 % erhalten hat. Klepel wurde von vielen Wählern auf den Wahlzettel geschrieben, weil nur ein Kandidat antrat und das Sächsische Kommunalwahlrecht in diesem Fall vorsieht, dass Wähler händisch passiv Wahlberechtigte benennen können um eine „Stille Wahl“ zu verhindern.

## Belege
1. ↑  Bürgermeisterwahlen. Abgerufen am 31. Dezember 2023.